# 篦岳東テレビ中継局
篦岳東テレビ中継局（ののだけひがしテレビちゅうけいきょく）は、宮城県登米市の豊里町域に開局したデジタルテレビの中継局である。

## 概要
当テレビ中継局が置かれている登米市の豊里町域には豊里アナログテレビ中継局が置かれているが、豊里デジタル中継局が非該当となったため、涌谷中継局や登米中継局及び仙台送信所などからの電波を受信していた。ところが、旧豊里町内の一部で、先述の送信所・中継局からの受信状況が悪いことから、これを解消するために開局した。当テレビ中継局は、涌谷中継局に次いで2番目のデジタル単独中継局となった。

## 送信施設
| 放送局名          | リモコン キーID | 物理 チャンネル | 空中線電力 | ERP  | 放送対象地域 | 放送区域 内世帯数 | 偏波面   | 開局年月日     | 備考                                              |
| ----------------- | --------------- | --------------- | ---------- | ---- | ------------ | ----------------- | -------- | -------------- | ------------------------------------------------- |
| tbc東北放送       | 1               | 40ch            | 300mW      | 6.6W | 宮城県       | 2897世帯          | 水平偏波 | 2010年12月24日 | 無し                                              |
| NHK仙台教育テレビ | 2               | 46ch 53ch       | 300mW      | 6.6W | 全国         | 2897世帯          | 水平偏波 | 2010年12月24日 | 53chは、 2012年10月5日まで 送信されたチャンネル。 |
| NHK仙台総合テレビ | 3               | 51ch            | 300mW      | 6.6W | 宮城県       | 2897世帯          | 水平偏波 | 2010年12月24日 | 無し                                              |
| MMT宮城テレビ放送 | 4               | 44ch            | 300mW      | 6.6W | 宮城県       | 2897世帯          | 水平偏波 | 2010年12月24日 | 無し                                              |
| KHB東日本放送     | 5               | 49ch            | 300mW      | 6.6W | 宮城県       | 2897世帯          | 水平偏波 | 2010年12月24日 | 無し                                              |
| OX仙台放送        | 8               | 42ch            | 300mW      | 6.6W | 宮城県       | 2897世帯          | 水平偏波 | 2010年12月24日 | 無し                                              |

### 歴史
- 2010年10月20日に予備免許交付、11月下旬から12月23日まで試験放送実施、12月21日に本免許交付、12月24日から本放送開始。

## 置局住所
- 登米市豊里町笑沢の楠田山中腹。